# Мобили, Роберт Багратович
Роберт Багратович Мобили (азерб. Robert Baqratoviç Mobili; род. 20 августа 1954, Нидж, Габалинский район) — азербайджанский общественный и религиозный деятель, активист удинского национального движения, геолог и лингвист. Основатель (в 2003 году) и бессменный глава Албано-удинской христианской общины Азербайджана. Автор более 90 научных статей по геологии и удиноведению, а также трёх монографий и удинско-азербайджанско-русского словаря.

## Биография
Родился 20 августа 1954 года в удинском селе Нидж Габалинского района Азербайджана в семье педагогов. В 1971 году окончил Ниджскую среднюю школу и поступил на геолого-географический факультет Азербайджанского (ныне Бакинского) государственного университета, который окончил в 1980 году со специальностью «Поиски и разведка месторождений полезных ископаемых».

### Научная деятельность
В 1973—1989 годах работал в азербайджанском филиале Центрального научно-исследовательского геологоразведочного института цветных и благородных металлов (ЦНИГРИ), занимаясь геологической оценкой самородной меди, золота и полиметаллических месторождений Нахичевани, поисками россыпного золота Малого Кавказа, Туркменистана и Таджикистана.
С 1989 года работает научным сотрудником на кафедре кристаллографии, минералогии и геохимии геологического факультета Бакинского государственного университета. Научные интересы — «геологическая разведка, поиски и оценка россыпных месторождении золота: геологическое изучение, формирование и оценка самородной меди в пестроцветной формации и в медистых песчаниках юга Малого Кавказа; геологическая интерпретация каменных строительных и вяжущих материалов культурных памятников эпохи Кавказской Албании».
Является автором более 90 научных работ, в том числе трёх научных монографий.
В 2010 году выпустил удинско-азербайджанско-русский словарь, основанный на словаре 1974 года за авторством советского азербайджанского лингвиста Ворошила Гукасяна.

### Религиозная деятельность
В 2003 году Мобили создал Албано-удинскую христианскую общину Азербайджана, которую позиционирует как основу для возрождения автокефальной церкви Кавказской Албании в Азербайджане. Председателем этой общины является Мобили, а его заместителем — Рафик Данакари. Община состоит из нескольких десятков человек, в то время как большая часть проживающих в Азербайджане удин-христиан принадлежит к Русской православной церкви (РПЦ). Если историческая Албанская церковь была монофизитской и подчинённой Армянской апостольской церкви, то Мобили выступает за независимость возрождаемой Албанской церкви и её переход в православие.
Возрождаемая Албанская церковь не была признана какой-либо устоявшейся христианской церковью. Мобили видит её как восприимницу Иерусалимского патриархата. По утверждению Анара Ализаде из Государственного комитета по работе с религиозными организациями Азербайджана, «в 2008 году несколько членов Албано-удинской религиозной общины получили благословение Иерусалимского патриархата и были крещены в реке Иордан», в результате чего Албанская церковь, как утверждается, была восстановлена. Мобили пользуется поддержкой архиепископа Мардинского Салибы Озмена (Saliba Özmen) и пытается добиться признания возрождаемой Албанской церкви Сирийской православной церковью.
Мобили и его заместитель Данакари называют себя священнослужителями Албанской церкви, носят соответствующие сану духовные одежды: подрясник, рясу и камилавку, а также наперсные кресты оригинального исполнения. Неизвестно, кем и когда Мобили и его заместитель были рукоположены в священный сан. По состоянию на 2013 год представители общины сообщали, что не имели рукоположённого священнослужителя, а крещение членов общины совершалось клириками Бакинской епархии РПЦ.

### Общественная деятельность
Мобили утверждает, что армянские храмы на территории современного Азербайджана являются албанскими, а Албано-удинскую христианскую общину считает правопреемницей соответствующего наследия.
Он являлся участником и научным консультантом реставрации удинских церквей в селе Киш (2003) и его родном селе Нидж (2006), в ходе чего занимался их очисткой от «армянских искажений».
В 2020 году, когда в результате Второй карабахской войны армянский монастырь XIII века Дадиванк (азербайджанское название — Худавенг) вернулся под контроль Азербайджана, Мобили объявил его албанским и при поддержке властей Азербайджана приехал туда с журналистами, чтобы провести пасхальное богослужение. Председатель Государственного комитета по работе с религиозными организациями Азербайджана Мубариз Гурбанлы поддержал передачу Дадиванка Албано-удинской христианской общине. При поддержке российских миротворцев в монастыре остались священнослужители Армянской апостольской церкви, но заместитель Мобили Данакари начал совершать в одном из храмов Дадиванка воскресные богослужения, а в 2021 году сам Мобили провёл в монастыре межхристианский пасхальный стол.
Албано-удинская христианская община пользуется поддержкой властей Азербайджана. «Независимая газета» называет эту общину орудием, которое они используют для вытеснения армян из христианских храмов Карабаха.
Мобили является председателем Библейского общества Азербайджана и распространяет Библию на удинском языке.

## Личные данные
Владеет удинским, азербайджанским, русским и английским языками.
Женат, имеет двоих детей.

## Награды
- Почётное гражданинство города Даллас (Техас, США)[1]
- Орден «Шохрат» (2014)[7]
- Почётный диплом президента Азербайджана (2015)[7]